# Marina (film, 2013)
Pour les articles homonymes, voir Marina.
Ne doit pas être confondu avec Marina (film, 1947), Marina (film, 1960) ou Mariana (film).
Pour plus de détails, voir Fiche technique et Distribution.
Marina est un film belge réalisé par Stijn Coninx et sorti en 2013. 
Le film est un travail biographique sur la vie du chanteur italien Rocco Granata, avec Matteo Simoni et Evelien Bosmans dans les rôles principaux. Il est surtout parlé en italien (principalement en calabrais) et en néerlandais (principalement en limbourgeois).
La première mondiale du film se déroule le 23 août 2013 au 37e Festival international du film de Montréal et le film sort en salles en Belgique le 6 novembre de cette même année. Une semaine plus tard, le 14 novembre, Marina reçoit la médaille d'or (100 000 spectateurs) de l'association Les Films du Bord de Mer (Festival du film d'Ostende). Avec plus de 400 000 spectateurs, le film est entré dans le top 20 des films belges les plus regardés en Belgique.

## Synopsis
En 1948, Salvatore Granata, un pauvre villageois italien habitant en Calabre, dans la province de Cosenza, décide d'émigrer pour la Belgique qui est considérée pour nombre d'Italiens sans travail comme un véritable paradis. Il espère s'enrichir rapidement et retourner au pays après trois ans pour devenir forgeron. Mais bientôt Salvatore invite sa famille à le rejoindre à Waterschei, une ville du Limbourg où il travaille comme mineur de fond. Ainsi, sa femme Ida, sa fille et son fils Rocco, âgé de dix ans, quittent leurs montagnes natales et arrivent dans la grisaille de cette région minière. Rocco découvre les hivers glaciaux, le racisme ambiant ainsi qu'une langue et une culture inconnues.
Dix ans passent. Rocco travaille dans la mine puis dans un garage. Mais il veut réussir et, malgré les réticences de son père, s'investit dans la musique et dans l'amour de la fille d'un épicier plutôt raciste. Grâce à la complicité de sa mère et à la générosité du vendeur d'instruments — interprété par Rocco Granata lui-même —, il parvient à s'acheter un accordéon de qualité. Avec quatre amis, Rocco fonde le groupe The International Quintet avec lequel il joue dans des soirées dansantes dans des arrière-salles de café. Un soir de 1959, alors que la belle ragazza qu'il aime depuis son arrivée en Belgique entre dans la salle, il improvise pour elle un air, bien qu'il sache qu'elle est fiancée à un jeune fils de bourgeois. Il remarque une publicité murale pour la marque de cigarettes Marina. Le titre était trouvé et la chanson était née. Tony Bruno, l'organisateur d'un concours remporté peu auparavant par Rocco, lui offre d'enregistrer un 45 tours le lendemain. Le soir même, il raccompagne sa bien-aimée qui se rend compte que ce n'est pas son fiancé qu'elle aime mais bien son « italiaantje ». Elle lui dit qu'elle ne s'appelle pas Marina mais Helena.
Le lendemain, le groupe enregistre Manuela puis Marina, partiellement improvisée, pour la face B du 45 tours qui sera pressé à 300 exemplaires. Mais Tony Bruno lui apprend quelques jours plus tard que personne n'est intéressé par des chansons accompagnées d'un accordéoniste. Rocco décide de promouvoir lui-même son disque et très vite, Marina devient un tube mondial. Quand Rocco veut offrir son disque à Helena, son père lui apprend qu'elle est partie étudier en Amérique.
Le 22 novembre 1959, c'est l'apothéose, Rocco se produit à New York au Carnegie Hall. Helena est dans la salle.

## Fiche technique
- Titre : Marina
- Réalisateur : Stijn Coninx
- Scénario : Rik D'Hiet
- Photographie : Lou Berghmans
- Musique : Michelino Bisceglia
- Montage : Philippe Ravoet
- Producteurs : Jean-Pierre Dardenne, Luc Dardenne, Peter Bouckaert, Cristiano Bortone
- Sociétés de production : Eyeworks Film & TV Drama, Les Films du Fleuve, Orisa Produzioni
- Langues : italien, calabrais, néerlandais, français
- Pays : Belgique, Italie
- Genre : Biopic, drame et romance
- Durée : 118 minutes
- Dates de sortie :
  - première :  Canada : 23 août 2013 (37e Festival international du film de Montréal)
  -  Belgique : 6 novembre 2013

## Distribution
- Cristiaan Campagna : Rocco Granata, vers dix ans
- Matteo Simoni : Rocco Granata, jeune et adulte
- Luigi Lo Cascio : Salvatore Granata, le père
- Donatella Finocchiaro : Ida, la mère
- Evelien Bosmans : Helena Somers, la ragazza[2]
- Warre Borgmans : monsieur Somers, le père d'Helena
- Jelle Florizoone : Ward, ami de Rocco
- Chris Van den Durpel : Tony Bruno, le manager de Rocco
- Kobe Verlinden : Ward jeune, ami de Rocco
- Marte Bosmans : Helena Somers jeune, la ragazza
- Maite Redal : Wanda, la sœur de Rocco (jeune)
- Wim Willaert : le professeur de musique
- Rocco Granata : le vendeur d'instruments de musique
- Mattias Van de Vijver (nl) : Renaat, ami de Helena
- Landerik Boie : Renaat, jeune
- Michel Schillaci : Luchino (Roublard et ami du père, S. Granata)

## Production

### Lieux de tournage
Le film est tourné en Italie et en Belgique, et en particulier dans différentes villes et communes limbourgoises. Les scènes de mines sont tournées à Beringen (mines), Blegny-Mine, et la scène évoquant le Carnegie Hall au Grand-Théâtre de Verviers. La scène du magasin de musique est également tournée à Verviers, avec Rocco Granata dans le rôle du commerçant.

## Récompenses
- 2013 : Festival international du film de Valladolid : prix du jury étudiant
- 2014 : 5e cérémonie des Ensors
  - Meilleur film
  - Meilleur réalisateur
  - Meilleur scénario
  - Meilleurs costumes
  - Meilleurs décors
  - Prix du public
  - Industry Award
- Magritte 2015 : 
  - Meilleur film flamand
  - Meilleurs décors
  - Meilleurs costumes

## Commentaires
- Le réalisateur Stijn Coninx a su comprendre et capter ce qui s'est produit lors de l'arrivée massive des travailleurs italiens et présente leurs pénibles conditions de vie. Le film est encore édulcoré par rapport à la réalité. Ainsi Rocco Granata révèle dans son livre[4] qu'il devait parcourir 100 mètres pour aller aux toilettes.
- Un premier film, allemand, portant le même titre, Marina, réalisé par Paul Martin est sorti en 1960. Rocco Granata y chante la chanson titre.
- En réalité, le père de Rocco Granata devait rester un an en Belgique et non trois ans.
- Stijn Coninx présente comme unique l'histoire d'amour entre Rocco et Helena. Or Rocco, en réalité, a multiplié les conquêtes féminines.
- Contrairement à la fille de la chanson Marina qui est brune, Helena est blonde.
- Le film n'est pas dénué d'humour. Ainsi, par exemple, lors de l'unique confrontation entre l'acteur et le chanteur, ce dernier demande à l'acteur Matteo Simoni de quel village calabrais il est originaire. À sa réponse, le vendeur d'instruments de musique, interprété par Rocco Granata, répond que lui aussi est originaire de ce petit village... Autre situation cocasse, quand Rocco voit poindre le succès, on lui offre du vin de sa région natale qu'il hésite à boire, se rappelant que, gamin, lui et ses amis urinaient dans les pressoirs à vin.
- L'accordéon, l'instrument dont joue Rocco, était l'instrument de prédilection des travailleurs italiens.